# Amanda Todd
Amanda Michelle Todd (Port Coquitlam, Columbia Britànica, Canadà; 27 de novembre de 1996 - ibídem, 10 d'octubre de 2012) va ser una estudiant canadenca coneguda per un cas de ciberassetjament que la va portar al suïcidi. Abans de la seva mort, va penjar un vídeo a YouTube de nou minuts de durada en el qual relatava les seves experiències (xantatge, assetjament escolar i agressió física). Aquest vídeo va arribar a ser un «fenomen viral» després de la seva mort i fins i tot va ser notícia en els mitjans internacionals de comunicació.
La Policia Muntada del Canadà i el servei forense de l'estat van iniciar recerques per indagar en els motius del suïcidi.
Todd era alumna de secundària de l'Institut CABE de Coquitlam, centre especialitzat en atendre a joves amb experiències traumàtiques.
En resposta davant l'acte de la jove, la Primera Ministra de Columbia Britànica, Christy, va publicar un comunicat per internet en el qual expressava les seves condolences per la pèrdua i va suggerir prendre mesures contra el ciberassetjament a més d'exigir informació a les escoles sobre l'assetjament escolar en tots els sentits.

## Suïcidi, ciberassetjament, agressions i marginació social
El 7 de setembre de 2012 la jove va penjar en YouTube un vídeo de nou minuts de durada titulat: My Story: Struggling, bullying, suicide and self-harm (Ansietat, assetjament, suïcidi i autolesions) en el qual mitjançant missatges escrits en targetes explicava les seves experiències. Un mes després i coincidint amb la seva mort el vídeo va cridar l'atenció de l'opinió pública i el 13 d'octubre ja havia rebut més de 1 600 000 visites.
Durant el video, Amanda explica que mentre estudiava el setè grau (2009-2010) es va mudar amb el seu pare i va començar a utilitzar el videoxat per interactuar amb nous amics, un d'ells, un anònim, la va convèncer perquè li ensenyés els pits per la webcam. Poc després la seva vida va passar a convertir-se en un malson quan aquest anònim va començar a fer-li xantatge dient-li que publicaria una imatge dels seus pits a tots els seus contactes si no accedia a fer-li un «ball online» (possiblement un striptease).
El nadal d'aquell any, Amanda va rebre la visita de la policía a les 04.00 am (hora local), els quals li van informar que la foto dels seus pits havia estat enviada a tots els seus contactes. Davant aquesta notícia, la jove va caure en depressió, ansietat i en un trauma profund. Finalment tornaria a mudar-se amb els seus pares a una altra llar i va començar una nova vida en un altre col·legi, encara que en aquesta ocasió va caure en el consum d'alcohol i estupefaents.
Un any més tard, l'individu va tornar a aparèixer. De nou coneixia els noms dels nous contactes de l'Amanda i el nom de la seva nova escola. A més, va crear una pàgina en Facebook que utilitzava la seva fotografia en topless com a imatge de perfil, i va contactar amb tots els seus companys de classe a la nova escola. De nou Amanda va ser objecte d'assetjament, i va començar a autolesionar-se. Finalment, va canviar d'una escola a una altra. Ella explica en el vídeo que tot estava millor, encara que s'asseia sola durant l'hora de l'esmorzar. Va escriure que un mes després, va començar a parlar amb un «vell amic», que es va comunicar amb ella. L'amic va començar una relació «amorosa» virtual amb Amanda, qui se sentia sola i creia que ell la volia, quan en realitat a ell només li interessava aconseguir mantenir relacions sexuals amb la jove mentre la seva núvia estava de vacances. A la setmana següent, Amanda va rebre un missatge de text que deia «surt de l'escola». La núvia del noi i un grup altre quinze persones incloent-ho a ell, van enfrontar a Amanda fora de l'escola, cridant-li insults. Algú li va cridar a la núvia del noi que la pegués i ella va emputxar a Amanda al terra i va començar a donar-li cops de puny; l'incident va ser gravat per algunes persones en els seus telèfons mòbils i la jove finalment va quedar sola i tirada al terra. Amanda explica que va mentir i va dir que tot havia estat la seva culpa i la seva idea, això per protegir al noi, car pensava que ell la volia. Després de l'atac, Amanda va romandre amagada en una rasa, on el seu pare la va trobar. En arribar a casa, Amanda va intentar suïcidar-se bevent blanquejador per a la bugada, però va sobreviure després de ser traslladada a l'hospital i sotmesa a un rentat d'estómac. «Em va matar per dins i de fet vaig pensar que anava a morir», va comentar Amanda en el seu vídeo. Després de tornar de l'hospital, Amanda va llegir comentaris cruels a les xarxes socials sobre l'incident del blanquejador. Amanda es va canviar a una altra ciutat amb la seva mare, i va decidir no presentar cap càrrec pel succeït, perquè ella volia continuar amb la seva vida. Sis mesos més tard, altres missatges i comentaris abusius seguien sent publicats en les xarxes socials. L'estat mental i emocional d'Amanda va empitjorar i va sofrir d'ansietat i depressió. En el video explica que un mes enrere, havia estat ingressada de nou en un hospital per sobredosi d'antidepressius malgrat tenir receptes prescrites.
El 10 d'octubre de 2012, al voltant de les 18.00 PM, Amanda va morir provocant-se una sobredosi de pastilles (això ho va confirmar en el seu perfil d'ASK.FM la millor amiga d'Amanda «Ashley Carpenter»), no va haver-hi un últim video abans de morir que es pugés a YouTube. Però si hi ha un segon video gravat abans de suïcidar-se que va ser trobat en el telèfon mòbil de la seva mare i es considera clau per entendre la causa de la seva decisió. Vídeo que la mare d'Amanda, Carol Todd no va poder veure, però els investigadors ho consideren clau per conèixer que va portar a la jove víctima de ciberassetjament a suïcidar-se.